# Peter La Farge
Peter La Farge, nome d'arte di Oliver Albee LaFarge (New York, 30 aprile 1931 – New York, 27 ottobre 1965), è stato un cantautore e musicista statunitense la cui attività artistica si è espressa in favore dei nativi americani. È morto in circostanze mai del tutto chiarite a trentaquattro anni di età.
Ha scritto di sé:
Fra i suoi successi figurano Drums, The Crimson Parson (sul massacro di Sand Creek) e Marijuana Blues.

## Biografia
Folk-singer del giro del Greenwich Village in auge a metà degli anni sessanta che gravitava intorno a Bob Dylan, è ricordato per una canzone da lui dedicata all'eroe veterano statunitense di Iwo Jima Ira Hayes, intitolata The Ballad of Ira Hayes, cantata da vari interpreti folk fra cui, oltre allo stesso Dylan, Townes Van Zandt, Kris Kristofferson e Johnny Cash.
Secondo fonti aneddotiche, discendeva da una tribù estinta di nativi americani che portava il nome della città di Narragansett. Fu cresciuto solo dalla madre Wanden LaFarge Kane in un ranch a Fountain, Colorado. Era figlio dello scrittore vincitore del Premio Pulitzer Oliver La Farge, un antropologo che vinse il premio letterario nel 1930 per il suo romanzo Laughing Boy.
La Farge condivise con il padre naturale un profondo amore ed un'alta considerazione etica per le tradizioni e la storia dei nativi americani. Quando era ancora adolescente lavorò come cowboy nei rodeo, alternando questa attività a quella di cantante. Come giovane musicista lavorò con Big Bill Broonzy, Josh White e Cisco Houston che divenne una sorta di suo tutore e consigliere, tanto nell'attività artistica quanto nelle cose della vita.
Durante la guerra di Corea La farge servì nell'esercito USA e al termine del periodo di leva fece ritorno ai rodeo fino a quando non ebbe un grave incidente ad una gamba. Nel periodo di convalescenza dall'infortunio studiò recitazione alla Goodman Theater School of Drama di Chicago. Si trasferì quindi a New York, città nella quale il suo interesse per la musica trovò forte impulso. Iniziò a farsi una fama come cantautore e folksinger al Greenwich Village, al tempo in cui esso era una fucina di grandi talenti come Bob Dylan, Ramblin' Jack Elliott, Dave Van Ronk e l'allora già più esperto Pete Seeger. Per breve tempo La Farge ebbe un contratto con la Columbia Records dopo di che i suoi spettacoli al Village indussero la Folkways Records, etichetta specializzata nel repertorio folk, a porlo sotto contratto.

### Ballate per i nativi
I cinque album discografici incisi da La Farge per la Folkways fra il 1962 e il 1965 sono dedicati a temi concernenti i nativi americani. Sono canzoni a ritmo di blues, canzoni d'amore e canzoni della cultura dei cowboy come Coyote My Little Brother, cantata anche da Pete Seeger.
Suo principale successo è rimasta The Ballad of Ira Hayes, la storia dell'indiano Pima Ira Hayes  divenuto famoso come uno dei cinque Marine che durante la seconda guerra mondiale issarono la bandiera statunitense sulla collina di Iwo Jima (l'episodio storico è immortalato in una celebre fotografia).
Nonostante la sua figura di eroe, Hayes fu spesso vittima di pregiudizi tanto da divenire, una volta tornato alla vita civile, un alcolizzato. Questa canzone è stata ampiamente ripresa in cover da diversi cantanti fra cui Johnny Cash, che la inserì nel suo album del 1964 Bitter Tears: Ballads of the American Indian, disco che raggiunse la terza posizione nella classifica di Billboard riguardante la country music. Fra gli altri, anche Bob Dylan l'ha incisa: inizialmente doveva far parte del disco del 1970 New Morning; poi fu accantonata e ripresa nel 1973 per l'album, tutto di cover, Dylan.
Nel 1965, La Farge godeva già di buona fama nell'ambiente artistico newyorkese, sia come musicista che come pittore. Viveva con la cantante danese Inger Nielsen, dalla quale aveva avuto una figlia. Al seguito del successo avuto da Johnny Cash venne ingaggiato dalla MGM Records per andare in studio di registrazione per un nuovo album.
In quel tempo però iniziarono per lui gravi problemi di salute e il 27 ottobre fu trovato morto nel suo appartamento probabilmente a causa di un'embolia. Secondo lo scrittore Howard Sounes, che ne fece menzione nel 2001 il cantante e collega Liam Clancy dei Clancy Brothers, che abitava nell'appartamento accanto a quello di La Farge, gli disse che il cantante si era suicidato tagliandosi le vene dei polsi nella stanza da bagno.
Il racconto di Clancy non concorda però con il rapporto steso dalla polizia e riportato dai quotidiani di New York, secondo cui Inger Nielsen trovò La Farge morto nel loro appartamento probabilmente a causa di un'overdose.
La Farge è sepolto a Fountain, Colorado, dove trascorse gli anni dell'infanzia. Gli sopravvivono una sorella, un fratellastro, una figlia ed un nipote.

## Discografia
- 1962:   "Ira Hayes" And Other Ballads  Columbia CL 1795
- 1962: Iron Mountain and Other Songs Folkways FN 2531
- 1963: As Long as the Grass Shall Grow: Peter La Farge Sings of the Indians Folkways FN 2531
- 1963: Peter La Farge Sings of the Cowboys: Cowboy, Ranch and Rodeo Songs, and Cattle Calls Folkways   FA 2533
- 1964: Peter La Farge Sings Women Blues: Peter La Farge Sings Love Songs Folkways FA 2534 Verve FVS 9004
- 1965: Peter LaFarge on the Warpath Folkways FN 2535